# Kózki (Sainte-Croix)
Pour les articles homonymes, voir Kózki.
Kózki est une localité polonaise de la gmina de Skalbmierz, située dans le powiat de Kazimierza en voïvodie de Sainte-Croix.